# Hypopachus barberi
Hypopachus barberi là một loài ếch trong họ Nhái bầu.
Nó được tìm thấy ở El Salvador, Guatemala, Honduras, và México.
Các môi trường sống tự nhiên của chúng là các khu rừng vùng núi ẩm nhiệt đới hoặc cận nhiệt đới, đầm nước ngọt, đầm nước ngọt có nước theo mùa, các đồn điền, và vườn nông thôn. Loài này đang bị đe dọa do mất môi trường sống.

## Hình ảnh

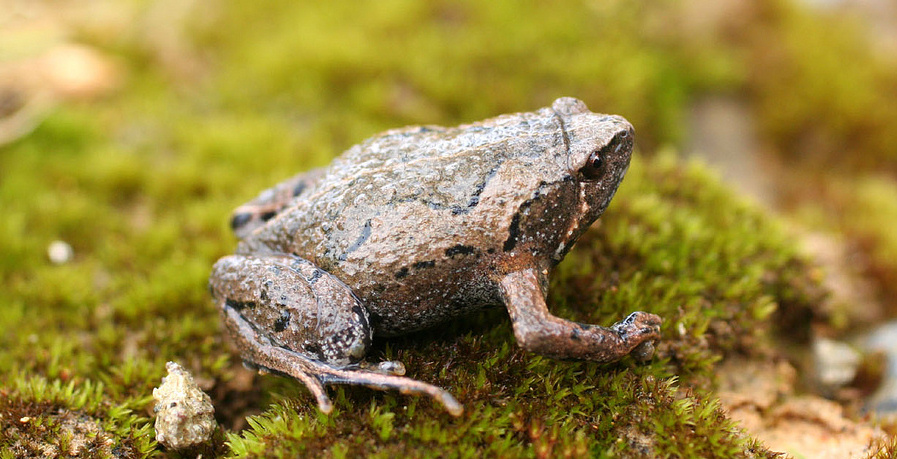
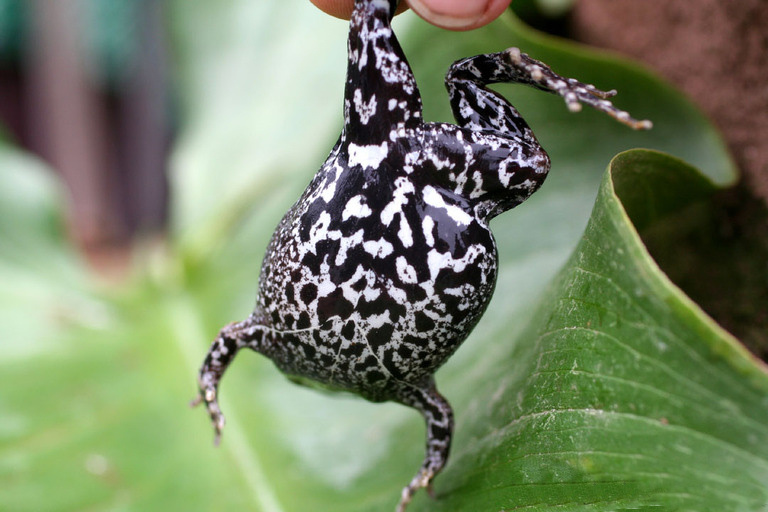
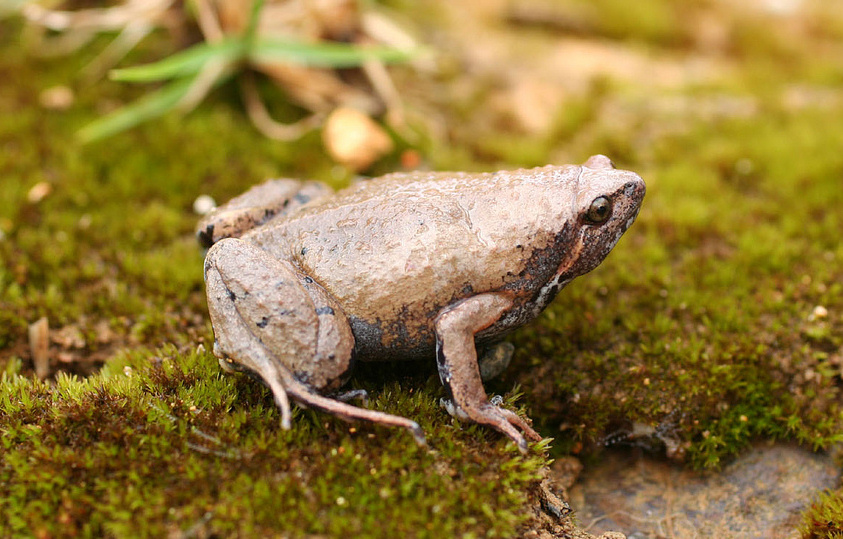